# 南海海槽特大地震

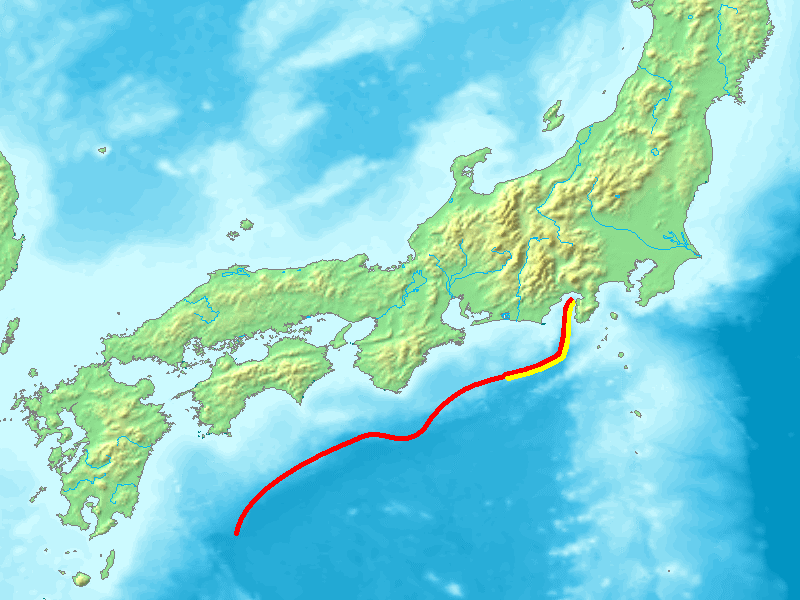
南海海槽的位置

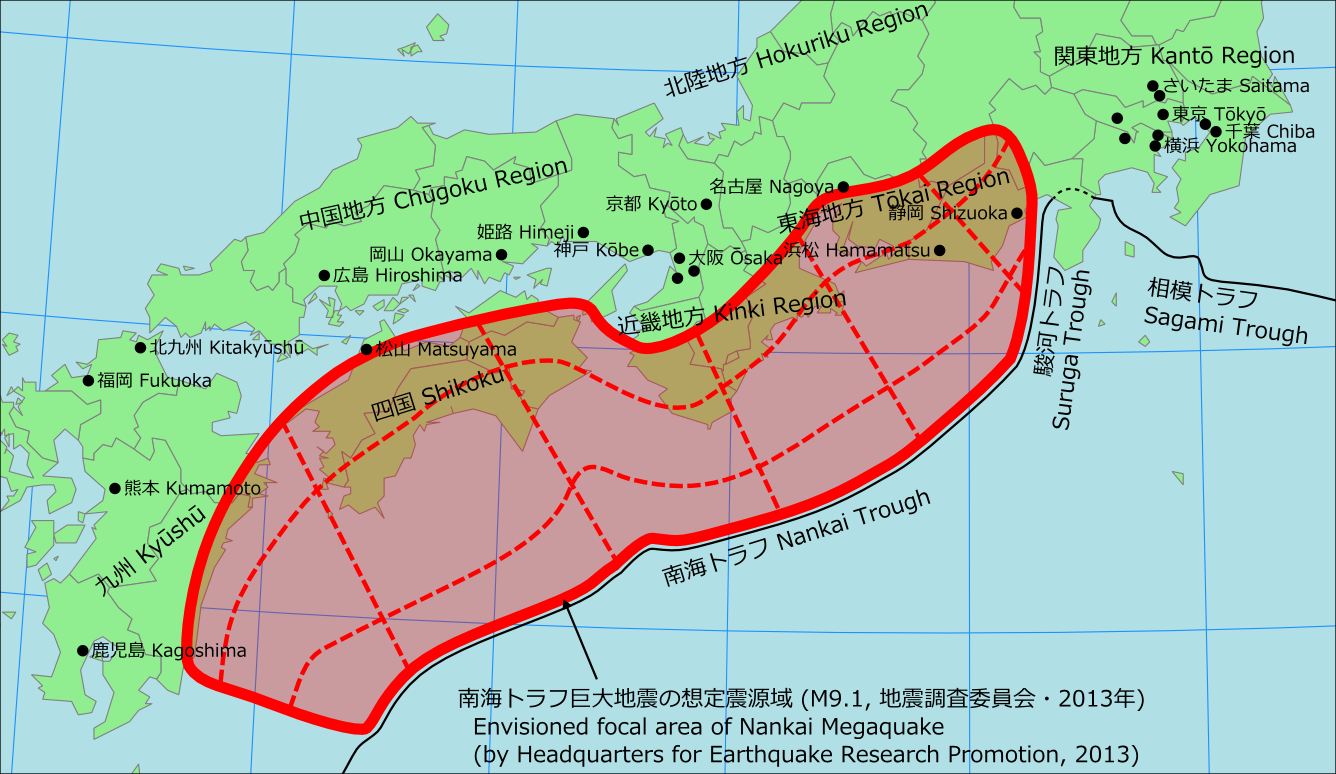
预测中将出现最大M9.1规模的南海海槽巨大地震震源地（2013年、日本地震调查研究推进本部 地震调查委员会）

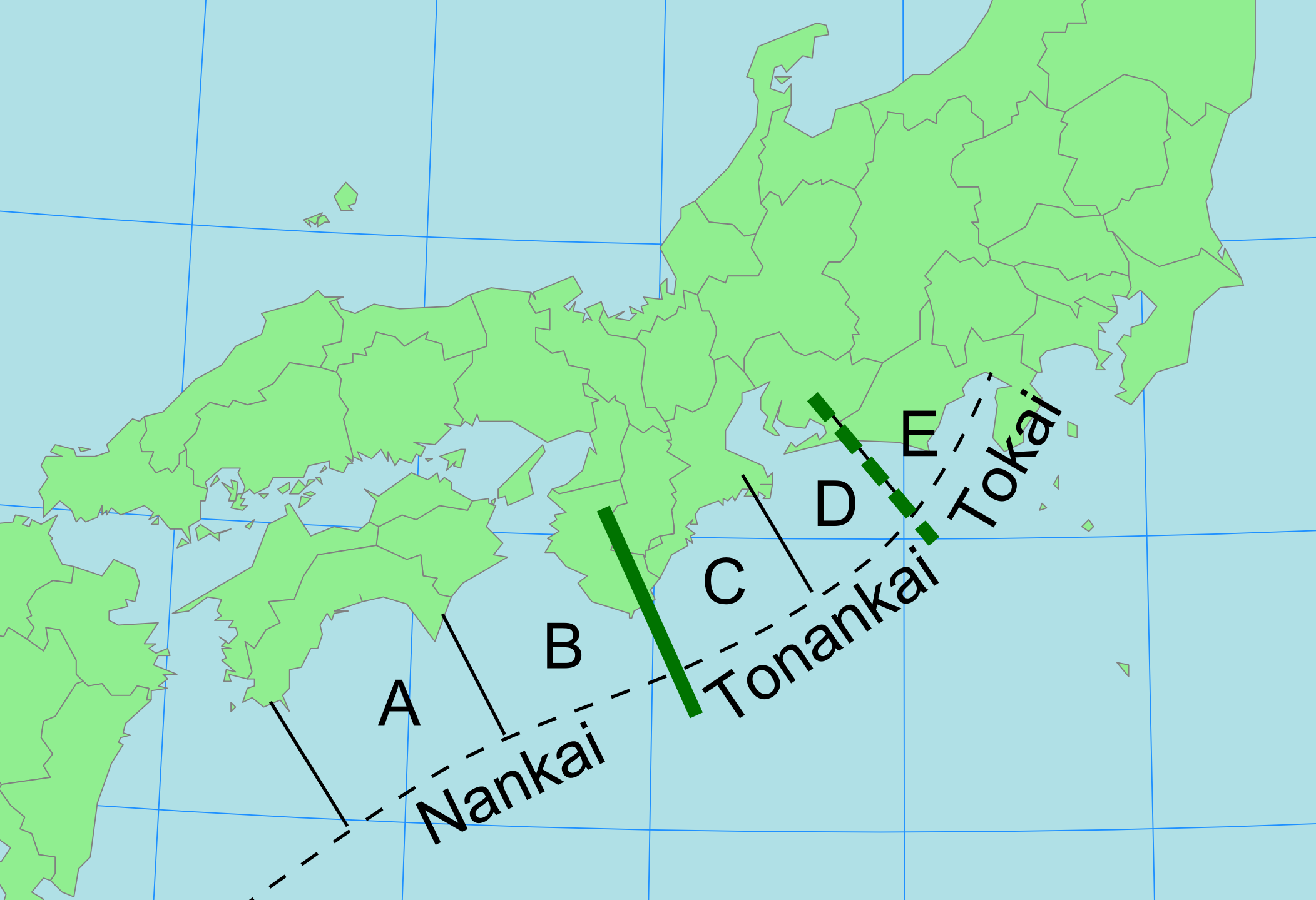
南海地區則存在有5個相異且獨立的破裂帶，分別是A（土佐灣），B（紀伊水道），C（熊野灘），D（遠州灘）與E（駿河灣）

南海海槽巨大地震，是過去與未來预测的、发生在菲律宾海板块与阿穆尔板块板块边界俯冲带的，震源地沿南海海槽的巨大地震或超级地震。
完整称作「南海海槽沿线的巨大地震」，簡称为「南海海槽巨大地震」。此外，2011年東日本大震災後，超巨型災害的複雜性質開始被探討，8月份日本内阁府设立的「南海海槽的巨大地震模型研讨会」，将预测中南海海槽可能发生的最大规模地震，並以此模型進行充分準備。
2024年日向灘地震因規模7.1、震央達調查基準，經氣象廳及多位專家討論後正式發布南海海槽巨大地震臨時情報（巨大地震注意）。

## 概述
日本列岛地处欧亚大陆板块、北美洲板块、太平洋板块和菲律宾板块四个板块的交界处，是环太平洋火山地震带的重要一环。太平洋板块、北美洲板块和欧亚大陆板块、菲律宾板块在这一区域挤压碰撞，使得日本列岛逐渐从海底突起，在日本及其附近地区形成两千余个活跃断层，使得日本附近地区地震灾害频繁发生。
南海海槽巨大地震是指在南海海槽周期性发生的8级大地震。南海海槽是菲律宾海板块和欧亚大陆板块的邊界（聚合板塊邊緣），是大地震频繁的隱沒帶之一。南海海槽與本州南部海岸線平行，這顯示了歐亞板塊（阿穆尔板块）與菲律賓海板塊發生了推擠。這2個板塊互相推擠邊界會導致了發生許多地震，但其中一些屬於為大型逆衝區地震。在南海海槽有5個不同的地區（相異且獨立的破裂帶），分別是A（土佐灣），B（紀伊水道），C（熊野灘），D（遠州灘）與E（駿河灣）。
| 区域     | 类型             | 规模（M） | 30年内发生的概率  | 30年内发生的概率 |
| -------- | ---------------- | --------- | ----------------- | ---------------- |
| 南海海槽 | 低角逆斷層型地震 | 最大M9.1  | 截至2013年1月1日  | 60% - 70% 左右   |
| 南海海槽 | 低角逆斷層型地震 | 最大M9.1  | 截至2018年1月1日  | 70% - 80% 左右   |
| 南海海槽 | 低角逆斷層型地震 | 最大M9.1  | 截至2025年3月29日 | 80% 左右         |

| 条件               | 平均活动间隔 | 30年内发生概率（最大似然法） |
| ------------------ | ------------ | ---------------------------- |
| 白凤之后全部       | 157.6年      | 10%左右（α=0.40）            |
| 排除庆长的白凤之后 | 180.1年      | 6%（α=0.37）                 |
| 正平之后全部       | 116.9年      | 20%左右（α=0.20）            |
| 排除庆长的正平之后 | 146.1年      | 10%左右（α=0.35）            |
| 宝永之后           | 119.1年      | 30%左右（α=0.34）            |

過去的東海・東南海・南海地震

## 日本以外
根据中华人民共和国学者的数值模拟结果，日本南海海槽若发生巨大地震，海啸波将在6至11小时后影响华东沿海地区。按9.1级地震计算并叠加地形影响，到达华东地区海岸线的海啸波最高可达3米，具有一定破坏力。
2025年，关于南海海槽地震的传言一度流行，影响了日本的旅游业。

## 脚注
1. ↑  一般认为是与欧亚大陆板块的聚合板块边缘，但也有声音认为南海海槽的地震应考虑上阿穆尔板块向东北日本的东进。

### 參照
1. ↑  石橋克彦“南海トラフ巨大地震 -歴史・科学・社会”岩波出版、2014年
2. ↑  瀬野徹三(2011): 「南海トラフ巨大地震 -その破壊の様態とシリーズについての新たな考え」PDF（南海海槽大地震 - 关于其破坏模式和系列的新思考）, 東京大学地震研究所, 2011年
3. ↑  島崎邦彦.  (PDF). 第57回 東レ科学振興会科学講演会記録. 2007  [2019-12-05]. （原始内容 (PDF)存档于2018-02-01）.
4. ↑  小山順二, 都筑基博, 蓬田清, 吉澤和範(2013): 2011年東北沖超巨大地震が明らかにした超巨大地震の多様性, 北海道大学地球物理学研究報告, 76, 129-146.
5. ↑  宇津『地震の事典』p582.
6. ↑  理科年表(2018), p734, p736, p737-738, p743.
7. ↑  松岡裕美・岡村眞(2011): 12-2 津波堆積物から見た南海トラフ沿いの巨大地震履歴PDF, 地震予知連絡会会報, 第87巻, 12-2.
8. ↑  . 気象庁.   [2018-01-18]. （原始内容存档于2014-07-13） （日语）.
9. ↑  . 広島大学地球惑星システム学 片山郁夫.   [2018-01-18]. （原始内容存档于2011-04-10） （日语）.
10. ↑  . われわれはどこから来て、どこへ行こうとしているのか そして、われわれは何者か －宇宙・地球・人類－.   [2018-01-18]. （原始内容存档于2012-02-20） （日语）.
11. ↑  . 全国地質調査業協会連合会.   [2017-12-17]. （原始内容存档于2011-11-09） （日语）.
12. ↑  . 東京大学 地震研究所.   [2018-01-18]. （原始内容存档于2011-10-05） （日语）.
13. 1 2  南海トラフ （页面存档备份，存于）（日語）
14. ↑  南海トラフ地震 （页面存档备份，存于）（日語）
15. ↑  南海トラフ巨大地震 （页面存档备份，存于）（日語）
16. ↑  Ando, M. . Tectonophysics. 1975, 27 (2): 119–140  [2009-11-13]. Bibcode:1975Tectp..27..119A. doi:10.1016/0040-1951(75)90102-X. （原始内容存档于2019-01-11）.
17. ↑  Ishibashi, K.  (PDF). Annals of Geophysics. 2004, 47 (2/3): 339–368  [2009-11-22]. （原始内容存档 (PDF)于2019-10-25）.
18. ↑  Ando, M. . Tectonophysics. 1975, 27 (2): 119–140  [2009-11-13]. doi:10.1016/0040-1951(75)90102-X. （原始内容存档于2019-01-11）.
19. ↑   (PDF).   [2025-01-19]. （原始内容存档 (PDF)于2025-01-16） （日语）.
20. ↑   (PDF).   [2019-06-23]. （原始内容存档 (PDF)于2021-01-07）.
21. ↑   (PDF).   [2025-01-19]. （原始内容存档 (PDF)于2025-03-06） （日语）.
22. ↑  温燕林; 赵文舟; 李伟; 薛艳; 于海英. . 地震学报. 2014, 36 (04). CNKI DZXB201404011.
23. ↑  . NHK NEWS WEB. 2025-04-26  [2025-07-05] （日语）.

### 文献
- 「南海トラフの地震の長期評価について(2001年公表版) （页面存档备份，存于）」、地震調査研究推進本部 地震調査委員会、2001年9月27日付、2013年6月4日閲覧。
- 「南海トラフの地震活動の長期評価（第二版,2013年公表版）について （页面存档备份，存于）」、地震調査研究推進本部 地震調査委員会、2013年5月24日付、2013年6月4日閲覧。
- 「南海トラフの地震を想定した強震動評価手法について（中間報告） （页面存档备份，存于）」、地震調査研究推進本部 地震調査委員会、2001年12月7日付、2013年6月4日閲覧。
- 「1944東南海地震・1945三河地震 -第1章 東南海地震の災害の概要」中央防災会議 『災害教訓の継承に関する専門調査会（页面存档备份，存于）報告書』2007年3月
- 「南海トラフ巨大地震対策について 中間報告PDF」中央防災会議 防災対策推進検討会議 南海トラフ巨大地震対策検討ワーキンググループ （页面存档备份，存于）、2012年7月19日
- 宇佐美龍夫 『最新版 日本被害地震総覧』 東京大学出版会、2003年
- 宇津徳治、嶋悦三、吉井敏尅、山科健一郎『地震の事典』朝倉書店、2001年
- 宇津徳治，1990，世界の被害地震の表（古代から1989年まで），宇津徳治，東京，243 p．
- Utsu, T., 2002, A list of deadly earthquakes in the World: 1500-2000, in International Handbook of Earthquake and Engineering Seismology Part A, edited by Lee, W.K., Kanamori, H., Jennings, P.C., and Kisslinger, C., pp. 691-717, Academic Press, San Diego.
- 宇津徳治，2004，世界の被害地震の表（古代から2002年まで），宇津徳治先生を偲ぶ会，東京，電子ファイル最終版．
- 防災システム研究所 東海道、南海道の地震 （页面存档备份，存于）